# تئوفیلوس نقاش
تئوفیلوس نقاش (انگلیسی: Theophilus Painter; ۲۲ اوت ۱۸۸۹ – ۵ اکتبر ۱۹۶۹) نسل‌شناس، جانورشناس، و استاد دانشگاه اهل ایالات متحده آمریکا بود.